# Chris Hedges
Christopher Lynn Hedges (St. Johnsbury, 18 settembre 1956) è un giornalista, scrittore ed ex corrispondente di guerra statunitense, specializzato in politica e società del Medio Oriente.
È autore di War Is a Force That Gives Us Meaning (2002), best seller che è stato finalista dei National Book Critics Circle Award; una citazione del libro è presente all'inizio del film The Hurt Locker. Ha insegnato giornalismo alle università di Columbia, New York, Princeton e Toronto.
Hedges è stato per circa due decenni corrispondente estero in Medio Oriente, America centrale, Africa e nei Balcani, per testate come National Public Radio, The Dallas Morning News, The Christian Science Monitor e New York Times, per il quale ha lavorato dal 1990 al 2005. Attualmente è Senior Fellow di The Nation. Nel 2002, Hedges ha fatto parte del team di giornalisti del New York Times insigniti del Premio Pulitzer; ha inoltre ricevuto l'Amnesty International Global Award for Human Rights.